# Агарков, Егор Прокофьевич
Его́р Проко́фьевич (Прокопьевич) Ага́рков (1912—1992) — новатор производства, один из инициаторов новых методов труда в годы Великой Отечественной войны. Лауреат Сталинской премии второй степени.

## Биография
Родился 3 (16) июня 1912 год в с. Дьяконово (ныне — Октябрьский район, Курская область) в крестьянской семье. В 1931 году работал на строительстве ХТЗ. С 1932 году — электросварщик ХТЗ.
С началом Великой Отечественной войны (1941—1945) войны был эвакуирован в Челябинск, где возглавил комсомольско-молодежную фронтовую бригаду сварщиков. Здесь производство ХТС стало частью бронекорпусного завода № 200, сформированного на площадях станкостроительного завода имени С.Орджоникидзе № 78. Бронекорпусной завод № 200 вошел в состав легендарного Танкограда.
Член ВКП(б) с 1943 года.
Работая бригадиром электросварщиков на Уральском заводе бронекорпусов (завод № 200, выделенный из завода № 78, в дальнейшем Челябинский завод транспортного машиностроения), в ноябре 1944 года объединил две бригады сварщиков и монтажников в одну комплексную, добившись повышения производительности труда. Тем самым стал зачинателем Агарковского движения. Агарков внедрил поточный метод монтажа и сварки танковых башен, это повысило производительность труда на 15-20 %. Почин Агаркова нашёл поддержку во всех отраслях промышленности. Призыв Агаркова «С меньшим количеством работников больше боевой техники фронту» был широко подхвачен во многих отраслях промышленности страны и внес большой вклад в Победу. В начале 1945 года Кировский танковый завод на Урале высвободил 600 человек.
В 1946 года Агаркову как одному из инициаторов новых методов высокопроизводительного труда была присвоена Сталинская (Государственная) премия СССР. Имя Е. П. Агаркова внесено в Большую Советскую Энциклопедию.
После войны остался в Челябинске, работал на заводе «Станкомаш» до 1991 года. Окончил машиностроительный техникум (1950).
В 1957 году завод транспортного машиностроения № 200 и станкостроительный завод № 78 объединили в станкостроительный завод имени С. Орджоникидзе, далее он был переименован в ОАО "ФНПЦ «Станкомаш», сегодня — Индустриальный парк «Станкомаш».
В 1982 году была учреждена Всесоюзная премия имени Агаркова с вручением знака «Лауреат премии советских профсоюзов». Лучшие коллективы боролись за присвоение этой премии. Первым лауреатом этой премии стал Сергей Александрович Захаров, токарь «Станкомаша», Герой Социалистического труда.
После получения права на заслуженный отдых ещё 20 лет плодотворно трудился, продолжив развивать социальную сферу завода. В его послужном списке за этот период — работа секретарем парткома завода, председателем заводского профсоюзного комитета, заместителем начальника управления жилищно-коммунального хозяйства.
По инициативе и при непосредственном участии Агаркова созданы: заводская база отдыха «Родничок» и детский оздоровительный лагерь им. В. Дубинина на оз. Еловое, санаторий-профилакторий, лечебный корпус в г. Ессентуки, детские дачи в п. Каштак, пляж и водная станция на оз. Смолино и др. бытовые объекты.
Е. П. Агарков избирался депутатом районного и городского Советов народных депутатов, членом райкома и горкома КПСС, входил в состав областного совета профсоюзов и ЦК профсоюза.
Умер 3 июля 1992 года в Челябинске.

## Награды и премии
- Сталинская премия второй степени (1946) — за применение новых методов организации труда, обеспечивших значительное высвобождение квалифицированной рабочей силы;
- орден Ленина (1943);
- орден Трудового Красного Знамени (1971);
- орден «Знак Почёта» (1966);
- орден Дружбы народов (1985)
- медали.

## Книги
- «Мой метод». Челябинск, 1947;
- «Фронтовая бригада. Великий подвиг труда». Ч., 1970;
- «Запас прочности. Победа века».